# Grupa Ładosia

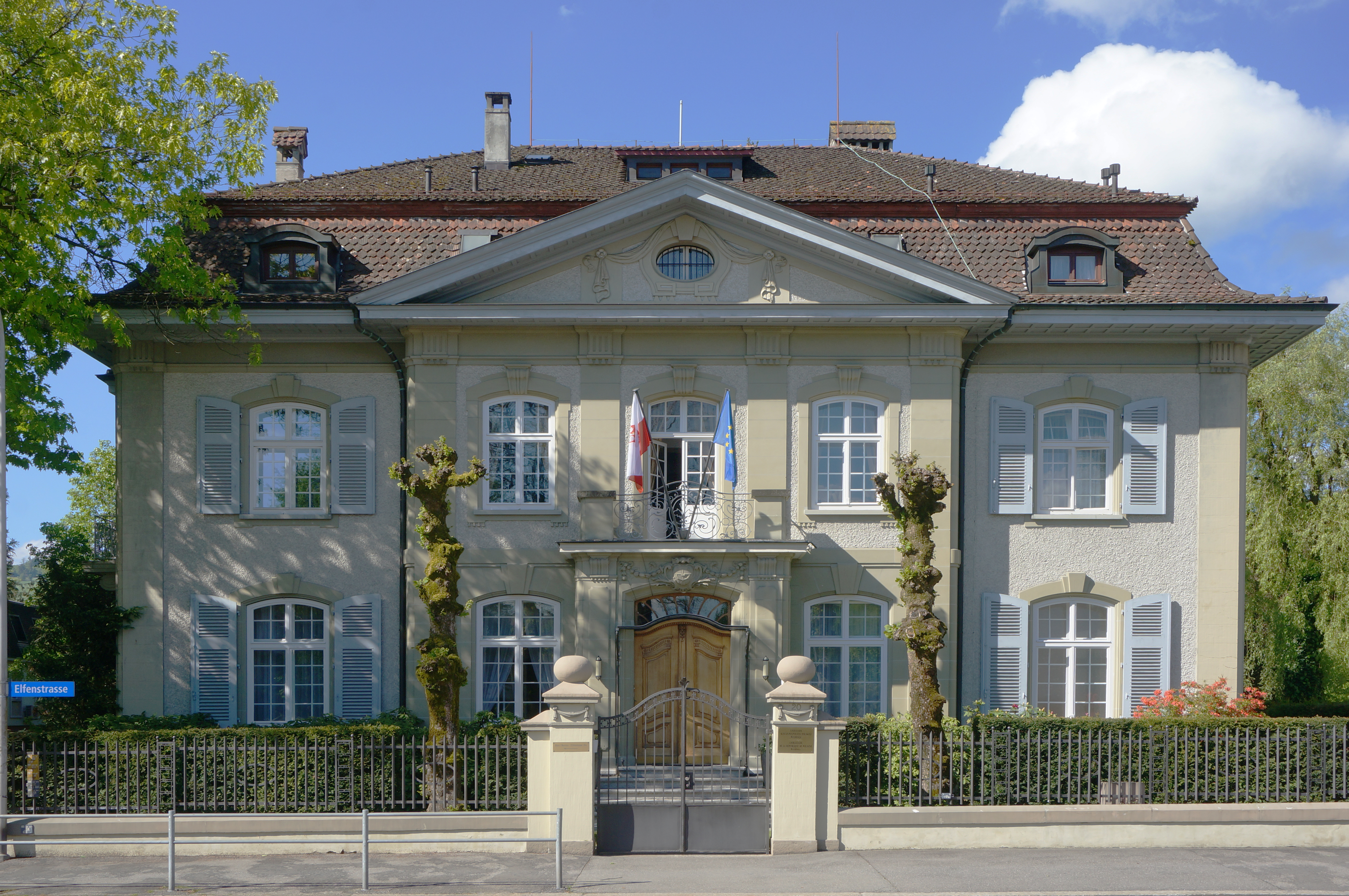
Rezydencja ambasadora RP w Bernie, 2014 (w czasie wojny siedziba poselstwa RP)

Grupa Ładosia, inaczej grupa berneńska – nazwa nadana polskim dyplomatom oraz działaczom żydowskim, którzy wspólnie stworzyli w Szwajcarii w czasie II wojny światowej system nielegalnej produkcji paszportów południowo- i środkowoamerykańskich dla ratowania europejskich Żydów od zagłady . Efektem działań grupy było ocalenie około 10 tys. osób przed masową wywózką do niemieckich obozów zagłady.

## Skład grupy
W skład grupy wchodziło czterech dyplomatów Poselstwa Rzeczypospolitej Polskiej, przedstawiciel utworzonego przez Światowy Kongres Żydów komitetu RELICO (Komitetu Pomocy Żydowskim Ofiarom Wojny) oraz przedstawiciel Agudat Israel. Pięciu na sześciu członków było obywatelami polskimi, zaś połowa była narodowości żydowskiej .
Członkowie grupy to :
- Aleksander Ładoś (1891–1963), polski poseł w Bernie w latach 1940–1945
- Abraham Silberschein (1881–1951), adwokat, działacz syjonistyczny, przedwojenny poseł na Sejm RP, twórca komitetu ratunkowego RELICO
- Konstanty Rokicki (1899–1958), polski konsul w Bernie w latach 1939–1945[7]
- Chaim Eiss (1876–1943), urodzony w Ustrzykach Dolnych kupiec, działacz Agudat Israel z Zurychu
- Stefan Ryniewicz (1903–1987), radca poselstwa RP w latach 1938–1945, zastępca posła Ładosia
- Juliusz Kühl (1913–1985), attaché polskiego poselstwa, ekspert ds. kontaktów z organizacjami żydowskimi

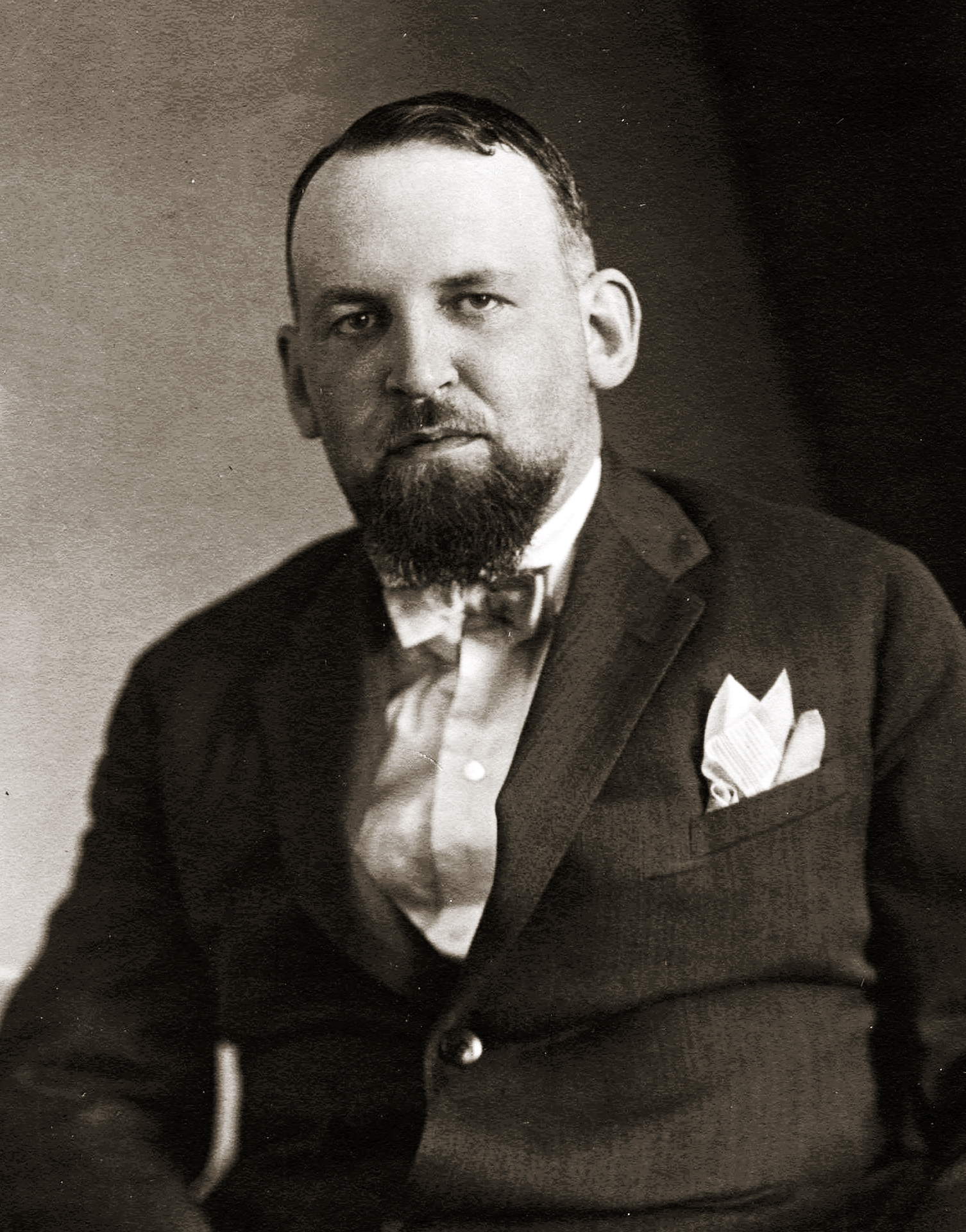
Aleksander Ładoś
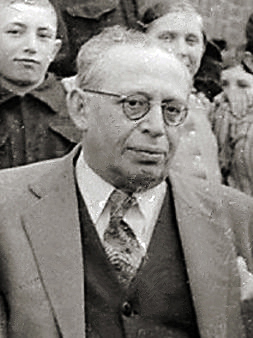
Abraham Silberschein
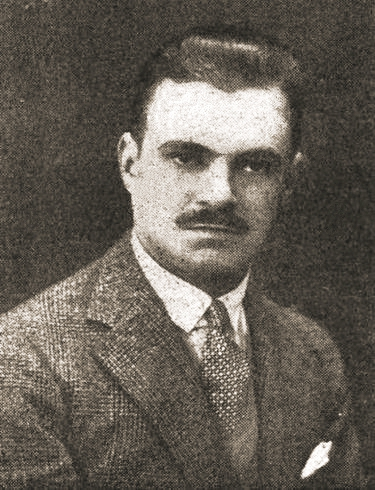
Konstanty Rokicki
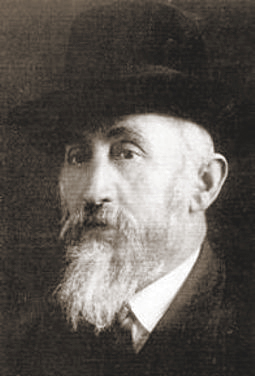
Chaim Eiss
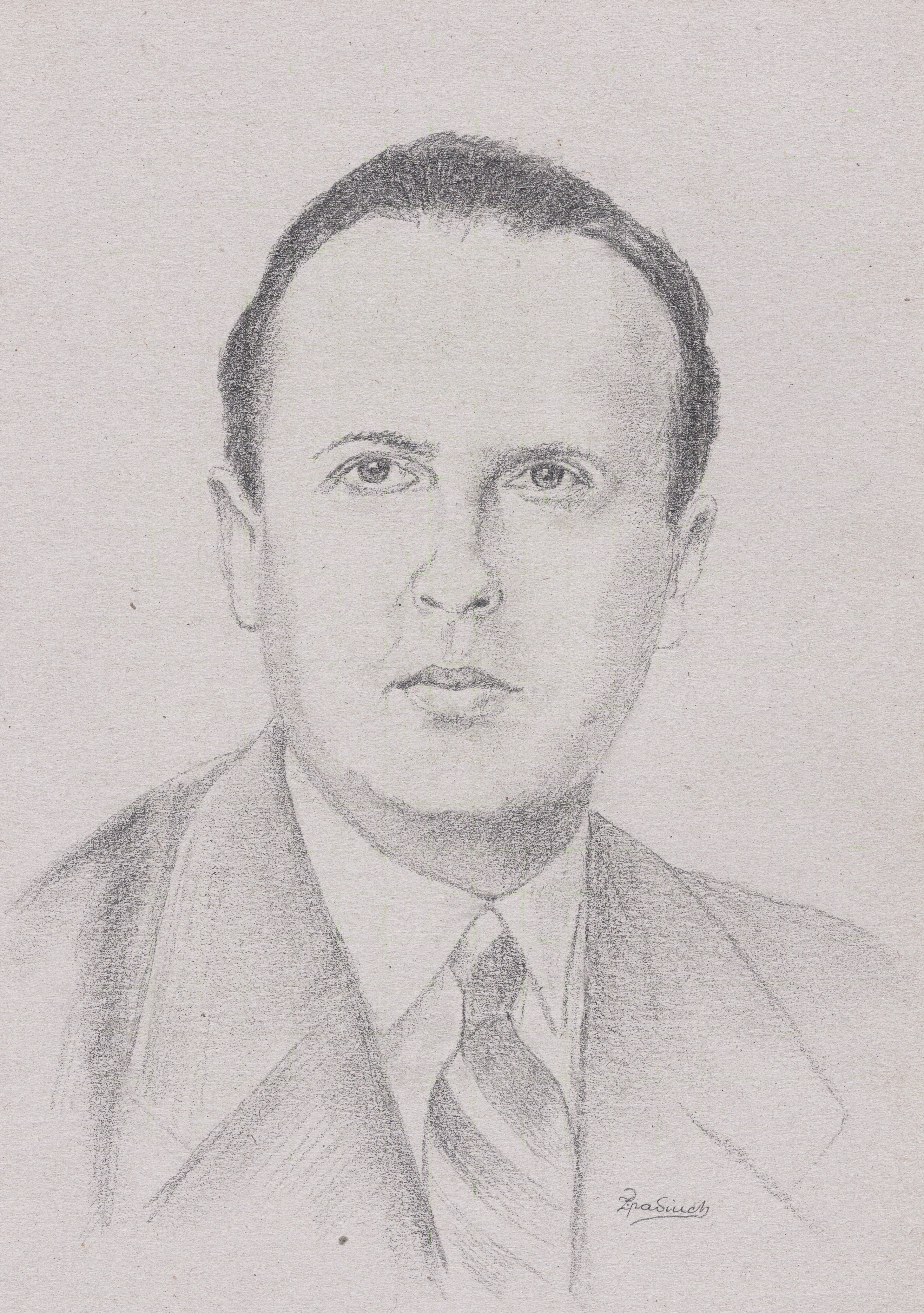
Stefan Ryniewicz
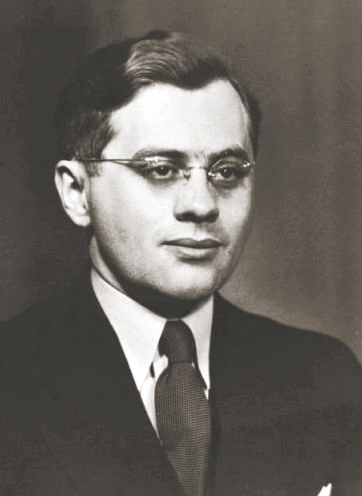
Juliusz Kühl

Grupa Ładosia była kręgiem nieformalnym, nie miała struktury, a powiązania między jej członkami były niesymetryczne. Przy bezpośredniej produkcji paszportów główne kontakty odbywały się między konsulem Konstantym Rokickim, który był bezpośrednim twórcą większości paszportów i zajmował się ich kupowaniem na czarnym rynku, oraz Abrahamem Silberscheinem i Chaimem Eissem, którzy zajmowali się przemytem paszportów, zdjęć i danych personalnych między Bernem a okupowaną Europą oraz zapewniali znaczną część finansowania operacji  . Rolą Aleksandra Ładosia i Stefana Ryniewicza było zapewnienie poparcia berneńskiego korpusu dyplomatycznego oraz uniemożliwienie rozbicia operacji przez szwajcarską policję. Obaj interweniowali w tej sprawie w 1943, protestując odpowiednio wobec szwajcarskiego ministra spraw zagranicznych Marcela Pilet-Golaza oraz szefa policji Heinricha Rothmunda . Z kolei Juliusz Kühl, który w momencie wybuchu wojny był 26-letnim doktorem ekonomii po Uniwersytecie Berneńskim, zapewniał bezpieczne kontakty między organizacjami żydowskimi i Poselstwem. W późniejszych latach pełnił również funkcję wiceszefa działu konsularnego  . Prawdopodobnie zajmował się również nielegalnym transportem formularzy paszportowych.

## Tło historyczne
We wrześniu 1939 Polska została napadnięta przez nazistowskie Niemcy i Związek Sowiecki, a następnie podzielona na dwie strefy okupacyjne. Pod rządami niemieckimi i sowieckimi znalazła się prawie cała 36-milionowa ludność państwa, w tym licząca ponad 3 miliony Żydów. Jednocześnie rząd Polski odmówił podpisania zawieszenia broni i 17 września 1939 przekroczył granicę z Rumunią, gdzie został internowany. Zgodnie z konstytucją z 1935 prezydent Ignacy Mościcki wyznaczył Władysława Raczkiewicza jako swojego następcę na czas wojny i podał się do dymisji. Nowy polski rząd utworzony został w Paryżu i przystąpił do odbudowy sił zbrojnych na terenie Francji. Przejął on również kontrolę nad całym majątkiem Państwa Polskiego poza granicami, w tym nad siecią jego placówek dyplomatycznych. Po niemieckiej inwazji na Francję rząd z premierem Władysławem Sikorskim przeniósł się do Londynu, skąd kontynuował walkę z Niemcami. W kontynentalnej części Europy Zachodniej polski rząd na uchodźstwie reprezentowany był przez poselstwa RP w Szwajcarii, Portugalii, Hiszpanii i Szwecji. Pozostałe państwa albo znalazły się pod niemiecką okupacją, albo – pod naciskiem Niemców – zamknęły polskie przedstawicielstwa dyplomatyczne.
W Szwajcarii placówka mieściła się przy Elfenstrasse w dzielnicy dyplomatycznej. Dodatkowo od 1940 wynajmowany był budynek przy Thunstrasse, który mieścił sekcję konsularną poselstwa. Od kwietnia 1940 szefem przedstawicielstwa był Aleksander Ładoś, przedwojenny poseł na Łotwie (1923–1926) oraz konsul generalny w Monachium (1927–1931). Ładoś opuścił Polskę w 1939 na polecenie Władysława Sikorskiego i w latach 1939–1940 był krótko członkiem jego rządu. Kiedy obejmował placówkę w Bernie, trzej pozostali dyplomaci – członkowie grupy Ładosia – już w niej pracowali – Ryniewicz od 1938, zaś Kühl i Rokicki od 1939. Rokicki i Ryniewicz znali się z wcześniejszej pracy w Rydze (1934–1936) i prawdopodobnie byli bliskimi przyjaciółmi. Z Kühlem i Ładosiem poznali się dopiero w Bernie. Na trzy tygodnie przed wybuchem wojny do Genewy przybył z kolei ze Lwowa Abraham Silberschein, który miał być przedstawicielem Światowego Kongresu Żydów. Chaim Eiss przebywał z kolei w Szwajcarii od początku XX wieku i posiadał sklep w Zurychu. Obaj przedstawiciele żydowskich organizacji nie znali się przed wojną.

## Geneza i model produkcji paszportów latynoamerykańskich
Według Juliusza Kühla pomysł tworzenia fałszywych paszportów Ameryki Łacińskiej powstał na przełomie 1939/1940 i nie miał związku z późniejszym Holocaustem. Kilkadziesiąt dokumentów Paragwaju miało zostać wyprodukowanych po to, by wpływowi Żydzi z terenów zajmowanych przez Związek Sowiecki mogli opuścić ten kraj przez Japonię . Poselstwo zidentyfikowało honorowego konsula Paragwaju, berneńskiego notariusza Rudolfa Hügliego, który gotów był sprzedawać paszporty in blanco . Nie wiadomo, kto je wypełnił i w jaki sposób wysłano je do Związku Sowieckiego. Należy jednak uwzględnić, że na przełomie 1939 i 1940 między Bernem a granicą sowiecką wciąż istniał jeszcze pas neutralnych państw i przekroczenie granicy formalnie było możliwe. Początkowo uznawano, że tego typu działania mogą mieć charakter wyłącznie jednostkowy, ponieważ sprawie grozi dekonspiracja. W późniejszych latach trwała jednak okazjonalna produkcja podobnych dokumentów. Najbardziej znany jest przykład uzyskania paszportu przez Eli Sternbucha dla swojej przyszłej żony Guty Eisenzweig i jej matki Giny w listopadzie 1941. Rodzina Sternbuch uzyskała go, kontaktując się z Juliuszem Kühlem. Nie wiadomo, kto wypełnił ten dokument. Studium Jad Waszem z 1957 sugeruje jednak, że tworzone były także inne paszporty – w szczególności w 1941 w czasie niemieckiej napaści na Związek Sowiecki i po utworzeniu gett żydowskich znajdowali się pojedynczy posiadacze paszportów. Osoby takie w części przypadków zostały zwolnione z obowiązku mieszkania w gettach i noszenia opaski z gwiazdą Dawida. Do schematu produkcji w pełni wrócono w 1942, po konferencji w Wannsee, gdy rozpoczął się masowy mord na europejskich Żydach. Od tego momentu paszporty latynoamerykańskie zasadniczo chroniły przed wywózką do obozów zagłady, a ich posiadacze trafiali do obozów dla internowanych w Niemczech i okupowanej Francji. Początkowo operacja prowadzona była chaotycznie, co zwiększało możliwość dekonspiracji. Prawdopodobnie była to przyczyna, dla której Poselstwo wtajemniczyło w 1942 w operację Abrahama Silberscheina . Przesłuchiwany przez policję Silberschein opisał to następująco:

Miałem spotkanie w Poselstwie RP w Bernie z panem I sekretarzem Ryniewiczem oraz panem Rokickim, który zarządza sekcją konsularną. Obaj panowie zwrócili moją uwagę na fakt, że pewne osoby w Szwajcarii zajmują się dostarczaniem paszportów [państw] Ameryki Południowej dla Polaków znajdujących się w państwach okupowanych przez Niemcy. Paszporty te umożliwiają ich posiadaczom poprawę ich położenia. Mieliśmy do czynienia z prawdziwym „czarnym rynkiem” paszportowym. Panowie z Poselstwa wyrazili życzenie, żebym to ja wziął odpowiedzialność za tę sprawę, co też uczyniłem w imieniu RELICO.

## Paszporty paragwajskie

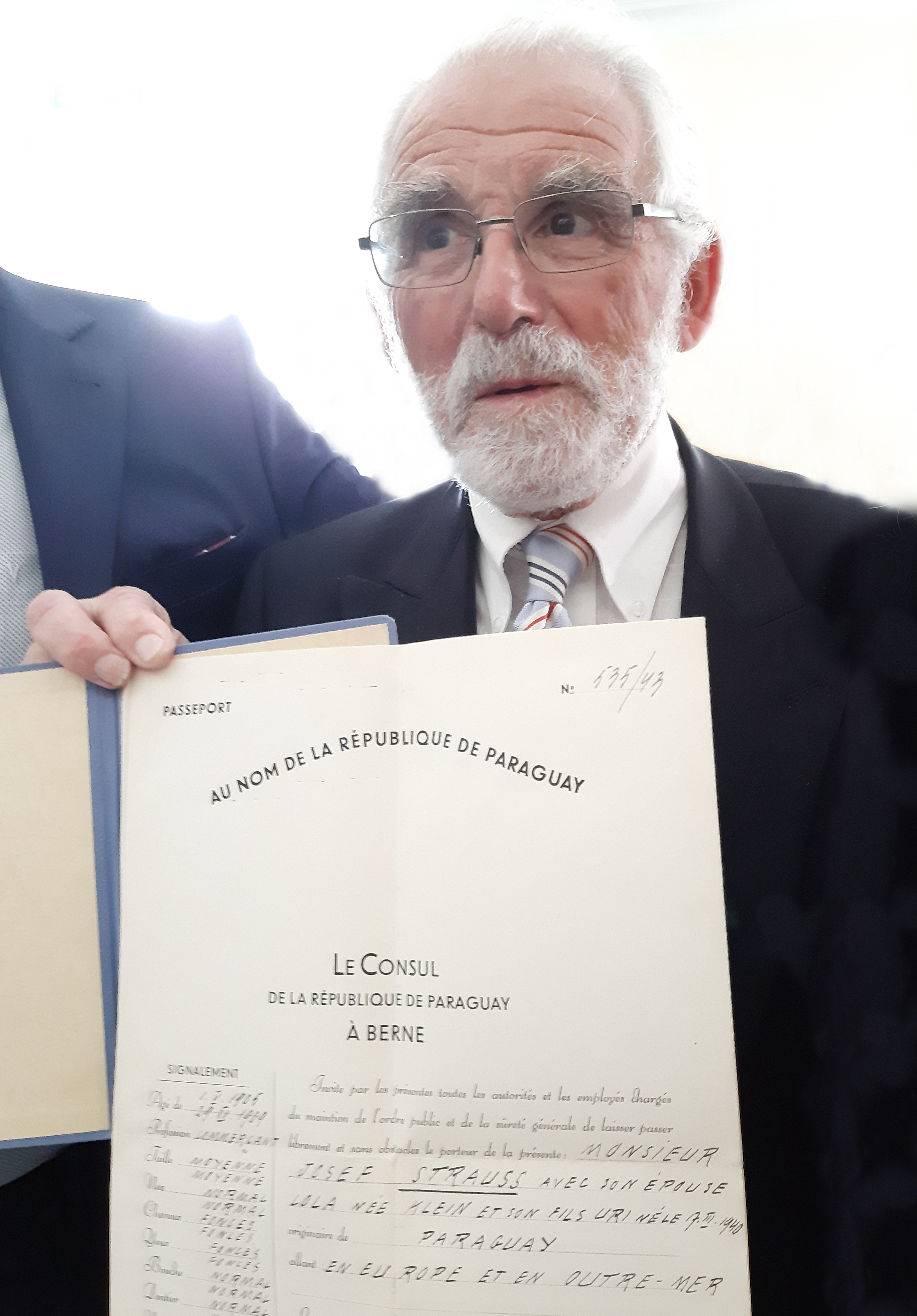
Uri Strauss, ocalony przez Grupę Ładosia, z fałszywym paszportem Paragwaju

Początkowo głównym centrum operacji paszportowej stała się oś RELICO-Poselstwo. Silberschein wysyłał listy osób objętych paszportyzacją do konsula Rokickiego, a ten je ewidencjonował i powodował produkcję paszportów Paragwaju. Typowa wymiana korespondencji między Silberscheinem i Rokickim z przełomu 1942 i 1943 oraz późniejszych miesięcy obejmuje: list od Silberscheina z wymienionymi osobami, którym mają zostać przyznane dokumenty oraz dane osobowe i zdjęcie każdej z tych osób. Z kolei Rokicki odsyłał Silberscheinowi uzyskane paszporty bądź ich kopie poświadczone notarialnie oraz list konsula Rudolfa Hügliego do każdego z beneficjentów, w którym informowano ich o uzyskaniu paszportu  . W styczniu 1943 Hügli został przesłuchany przez policję. Zeznał co następuje:

Udostępniać paszporty zacząłem około połowy 1942 r. Dr Kühl był tą osobą, która wpadła na pomysł, aby wydawać je ludziom, którzy nie posiadali żadnych dokumentów tożsamości i byli bezpaństwowcami. (…) Większość spraw była załatwiana przez polskie poselstwo, tj. przez jego urzędnika dra Kühla (…). To on był tym który mi płacił. Nie wiem, czy odbywało się to za wiedzą posła. W każdym razie, o wszystkim wiedział I sekretarz S. Ryniewicz, który sam wypełniał paszporty i tylko przesłał mi je do podpisu i opieczętowania.

Najstarszy odnaleziony dotąd paszport – wystawiony dla małżeństwa krakowskich lekarzy Marii i Henryka Goldbergerów – nosi datę 27 maja 1940. Władze Paragwaju potwierdziły ich obywatelstwo i upominały się o los Goldbergerów, prosząc o możliwość zwolnienia małżonków z obozu w Vittel i wymiany na przetrzymywanych w krajach alianckich niemieckich jeńców wojennych. Zauważalne jest, że zdecydowana większość paszportów paragwajskich nosi daty między 18 a 30 grudnia 1942 i żaden nie został wypisany w 1943. Jednakże korespondencja między Silberscheinem a Rokickim dostępna w archiwum Jad Waszem wskazuje, że paszporty te były antydatowane. Prawdopodobnie była to część umowy z Hüglim. Nawet dokumenty powstające jesienią 1943 były wystawiane z datą 30 grudnia 1942. Zdecydowana większość paszportów Paragwaju nosi ślady pisma konsula Rokickiego. Jest też kilka paszportów wypełnionych odmiennym charakterem. Nie wiadomo, do kogo należy to pismo. Najbardziej prawdopodobna jest wersja, że są one autorstwa Juliusza Kühla bądź Stefana Ryniewicza. Paszporty wystawiane były dla żydowskich obywateli Polski, Holandii, Słowacji i Węgier oraz dla pozbawionych obywatelstwa Żydów z Niemiec. Numery paszportów odnalezionych w archiwum Silberscheina w Jad Waszem sugerują, że wyprodukowano trzy serie tych dokumentów, w liczbie co najmniej 1056. Paszporty były wystawiane dla jednej lub kilku osób razem. Daje to podstawy do twierdzenia, że paszporty wypisano dla 2100 osób . Każdy paszport kosztował od 500 do 2000 franków . Pieniądze trafiały za pośrednictwem Rokickiego, Kühla i Ryniewicza do Rudolfa Hügliego. Przyniosło mu to w ciągu całej akcji gigantyczny dochód. Dla porównania, ówczesna miesięczna pensja posła Ładosia wynosiła 1800 franków, a Juliusza Kühla – 350 franków  (sami dyplomaci powoływali się na motywację humanitarną) . Jednocześnie dla dużej liczby osób przygotowywano tzw. listy – było to potwierdzenie obywatelstwa Paragwaju bez wypełniania paszportu. Osób z listy najpewniej było nieznacznie mniej niż posiadaczy samych paszportów Paragwaju.

## Paszporty Peru i Salwadoru
W 1943 Silberschein nawiązał kontakt z konsulem Peru w Genewie José Barreto, któremu – jak zeznał – wręczył 10–12 tys. franków – za 28 paszportów. Poinformowany został konsul generalny Peru, który zwolnił Barreto. W sprawie tej doszło do sporu między Silberscheinem i Ryniewiczem, który zarzucił mu działanie na własną rękę i „nadanie sprawie pozorów konspiracji”. Z korespondencji tej wynika, że polskie Poselstwo żądało pełnej informacji na temat paszportów. Ryniewicz podjął również nieudaną interwencję dla ratowania Barreto i zatuszowania sprawy oraz spowodował podobną akcję poselstwa RP w Limie. W 1943 Silberschein nawiązał kontakt z żydowskim pracownikiem Konsulatu Generalnego Salwadoru w Genewie Georgesem Mandel-Mantello (właśc. György Mandl), który najprawdopodobniej za zgodą swojego szefa konsula Arturo Castellanosa przekazywał mu wypełnione paszporty i poświadczenia obywatelstwa. Polskie Poselstwo było prawdopodobnie informowane o liczbie wystawianych paszportów i o kontaktach z Mandlem-Mantello, jednak brak dowodów, aby uczestniczyło ono w produkcji dokumentów. Arturo Castellanos został w 2010 ogłoszony przez Jad Waszem Sprawiedliwym wśród Narodów Świata .

## Paszporty Hondurasu, Haiti i innych państw
Przy uzyskiwaniu paszportów Hondurasu Silberschein kontaktował się bezpośrednio z Antonem Bauerem, byłym konsulem honorowym Hondurasu, który wykradł pieczęć i wystawiał dokumenty nielegalnie w swoim biurze w Bernie. Odbiorczynią listów Silberscheina była córka Bauera – Isabella. W jednym przypadku widać jednak ślady uzyskania paszportów za pośrednictwem Rokickiego. 27 maja 1943 Silberschein prosił go o zorganizowanie na następny dzień serii paszportów i z tego samego dnia pochodzą co najmniej dwa paszporty Hondurasu.

## Efekty działania grupy
Abraham Silberschein raportował w styczniu 1944, że efektem działań było ocalenie około 10 tys. osób przed masową wywózką do niemieckich obozów zagłady. Według niego osoby te przebywały w obozach dla internowanych w Tittmoning, Liebenau i Bölsenberg w Niemczech oraz w obozie Vittel we Francji. W marcu 1944 Niemcy zlikwidowali obóz w Vittel, mordując od 200 do 300 więźniów, jednak większość wymienionych przez Silberscheina obozów nie została zlikwidowana. Jeden z dokumentów oceniał, że w samym tylko podobozie Bergen-Belsen na krótko przed wyzwoleniem przebywało ponad 1100 posiadaczy paszportów. Silberschein pisał również, że wielu z nich spotkał w czasie swojej wizyty w Polsce w maju 1946.
W 2019 pod redakcją Jakuba Kumocha opublikowano listę imion i nazwisk 3262 Żydów, którzy otrzymali paszporty wystawione przez Grupę Ładosia. Lista zawiera także nazwę państwa, którego dokumenty dana osoba otrzymała. Kwerendę prowadzono m.in. w Bad Arolsen, Jad Waszem, Archiwum Akt Nowych w Warszawie. Według stanu badań na 24 października 2019 szacuje się, iż od 5 do 7 tys. nazwisk posiadaczy paszportów Ładosia wciąż pozostaje nieznana.

## Grupa Ładosia w literaturze
Literatura przedmiotu najczęściej przypisywała działania grupy Ładosia jej pojedynczym członkom. Sprzyjał temu fakt zakonspirowania grupy oraz braku całościowych wspomnień napisanych przez któregokolwiek z jej członków. Najbliżej dokonania tego był Aleksander Ładoś, który zapowiedział opisanie sprawy paszportów w trzecim, niedokończonym tomie wspomnień. Prace nad nim przerwała jego śmierć w grudniu 1963 . Dyplomaci z grupy Ładosia – Ładoś, Rokicki, Kühl i Ryniewicz – zostali z nazwiska wymienieni w liście z podziękowaniami od Agudat Israel ze stycznia 1945. W 2015 Agnieszka Haska opublikowała artykuł o ratowaniu Żydów przez Poselstwo RP w Bernie . Dopiero dziennikarze Zbigniew Parafianowicz i Michał Potocki opisali w sierpniu 2017 sprawę całościowo, uznając wkład wszystkich członków grupy w ocalenie posiadaczy paszportów . Sprawa była przedmiotem wiersza „Paszporty”, napisanego w getcie warszawskim przez polsko-żydowskiego poetę Władysława Szlengela. Kompozytor Max Kowalski napisał muzykę do wiersza Szlengela, a grupa muzyczna Sholem nagrała utwór w 2018. Brytyjski historyk Roger Moorhouse opisał historię grupy w swojej książce pt. Paszporty życia.

## Upamiętnienie
28 grudnia 2018, w przeddzień rocznicy śmierci posła Aleksandra Ładosia, na warszawskich Powązkach odprawiono nabożeństwo z udziałem polskiego ministra spraw zagranicznych Jacka Czaputowicza, podsekretarz stanu MKiDN Magdaleny Gawin, a także krewnych ministra Aleksandra Ładosia i konsula Konstantego Rokickiego oraz płk. Włodzimierza Cieszkowskiego, żołnierza oddziałów Armii Polskiej na Zachodzie internowanych w Szwajcarii. Na cmentarzu byli obecni rabin Orieł Zaretsky z warszawskiej Gminy Wyznaniowej, przedstawiciele Towarzystwa Społeczno-Kulturalnego Żydów z Warszawy, przedstawiciele American Jewish Committee. Z grona zaproszonych ambasadorów przybył tylko chargé d'affaires ambasady Szwajcarii. „Szczególnie zaskakująca była nieobecność dyplomatów Izraela”.
W czerwcu 2019 członkowie grupy Ładosia zostali pośmiertnie odznaczeni Medalami Virtus et Fraternitas.
Uchwałą Sejmu rok 2021 został ustanowiony w Polsce Rokiem Grupy Ładosia. Patronom roku 2021 poświęcono wydanie specjalne Kroniki Sejmowej.

## Kontrowersja Instytutu Jad Waszem
W kwietniu 2019 roku Instytut Jad Waszem poinformował o przyznaniu tytułu Sprawiedliwego wśród Narodów Świata konsulowi Konstantemu Rokickiemu, którego uznał za lidera grupy Ładosia i o przyznaniu wyrazów uznania „konsulom” Aleksandrowi Ładosiowi i Stefanowi Ryniewiczowi. Decyzja zawierająca poważne błędy faktograficzne (Ładoś i Ryniewicz byli przełożonymi Rokickiego, a nie jego podwładnymi i żaden z nich nie był konsulem) spotkała się z protestem rodziny Rokickiego, której przedstawicielka odmówiła przyjęcia medalu do wyjaśnienia sprawy dwóch pozostałych dyplomatów. Decyzja wywołała także reakcję ponad 30 ocalonych przez grupę Ładosia, którzy wystosowali do Jad Waszem list protestacyjny. Również ambasador RP w Szwajcarii Jakub Kumoch, określił decyzję Jad Waszem jako „nieporozumienie”, podkreślając, że Rokicki działał pod kierownictwem Ładosia i Ryniewicza. Zaprotestował również jeden z odkrywców grupy Ładosia, polski konsul honorowy w Zurychu Markus Blechner.